# Hylaeus rubrifacialis
Hylaeus rubrifacialis är en biart som först beskrevs av Embrik Strand 1912.  Hylaeus rubrifacialis ingår i släktet citronbin, och familjen korttungebin. Inga underarter finns listade i Catalogue of Life.